# چایکا (سرزمین آلتای)
چایکا (به لاتین: Chayka) یک منطقهٔ مسکونی در روسیه است که در سرزمین آلتای واقع شده‌است.